# Lamotrek
Lamotrek är en ö i Mikronesiska federationen.   Den ligger i kommunen Lamotrek Municipality och delstaten Yap, i den västra delen av landet, 1 300 km väster om huvudstaden Palikir. Arean är 0,98 kvadratkilometer.
Terrängen på Lamotrek är mycket platt. Öns högsta punkt är 12 meter över havet. Den sträcker sig 1,4 kilometer i nord-sydlig riktning, och 0,8 kilometer i öst-västlig riktning.
Följande samhällen finns på Lamotrek:
- Lamotrek Village